# Pacto de El Escorial
Se conoce como Los diez puntos de El Escorial al acuerdo de financiación al que llegaron la derecha monárquica autoritaria y José Antonio Primo de Rivera en los momentos en que se estaba preparando la creación de Falange Española.
En España existieron muy diversos intentos de formar una organización de signo fascista, estos intentos se remontan a 1922, año de la Marcha sobre Roma del Partido Nacional Fascista de Benito Mussolini, intentos que se acomenten con mayor interés a partir de 1931 con el ascenso al poder de Hitler. El interés parte de la derecha autoritaria que recoge el malestar de la oligarquía financiera y la alta burgesía preocupadas por la creciente implantación de las organizaciones de izquierdas y una mayor capacidad de penetración entre las capas populares de los movimientos de masas de carácter revolucionario.
La derecha monárquica autoritaria y la oligarquía financiera vieron en el fascismo el medio de frenar estos movimientos, procurando la existencia de un partido fascista español, financiaron y  promovieron estos intentos. De todos ellos, el único que pervivía en 1933 era las JONS, y esto con apenas unos centenares de afiliados después de dos años de actividad. En el acuerdo al que se llegó con las JONS, incluía como contrapartida a su financiación no atacar a la monarquía y no oponerse a una posible restauración borbónica. En el caso de Falange Española se llegaría a unos acuerdos más amplios que incluyeron acuerdos sobre la actividad y programa del futuro partido.
Los acuerdos se firmaron en la localidad madrileña de El Escorial en el verano de 1933, unos meses antes de la constitución del nuevo partido —del que todavía no se había decidido su nombre. En los encuentros participaron, al menos, Pedro Sainz Rodríguez como representante de Renovación Española y canalizador de las ayudas (también llegaban fondos del empresariado vasco no nacionalista encauzados por José María de Areilza), y José Antonio Primo de Rivera y Alfonso García Valdecasas por parte de la futura Falange Española.
En el acuerdo, el nuevo partido se compromete a informar a Renovación Española sobre sus proyectos políticos y a consultar con ellos aquellos que pudieran afectarles, y se redactan diez puntos en los que se define lo que será, en su caso, el tipo de Estado resultante, legitimando también el uso de la violencia:

1º El Estado no es un testigo de la vida de la nación ni un guardián de su cauce: es el conductor de la vida nacional al servicio de su doctrina.

2º La variedad tradicional de las regiones españolas se integrará en una unidad armónica al servicio de la continuidad histórica nacional.
3º El Estado español no estará subordinado a ninguna exigencia de clase. Las aspiraciones de clase serán amparadas condicionándolas al interés total de la nación.
4º La libertad es una categoría permanente que ha de respetarse. El liberalismo es una actitud errónea, ya superada, del sentido de la libertad. Las libertades tradicionalesde los españoles serán conjugadas en un sistema de autoridad, jerarquía y orden.
5º La condición política del individuo se justifica solamente cuando cumple una función dentro de la vida nacional. Por tanto, se proscribe el sufragio inorgánico y la necesidad de los partidos políticos como instrumentos de intervención en la vida pública.
6º La representación popular se establecerá sobre la base de los municipios y las corporaciones.
7º Todo español podrá exigir que se le asegure mediante su trabajo una vida humana y digna.
8º Ante la realidad histórica de que el régimen religioso y el sentido de la catolicidad son elementos sustantivos de la formación de la nacionalidad española, el Estado incorpora a sus filas el amparo a la religión católica, mediante pactos previamente concordados con la Iglesia.
9º Será fin primordial del Estado recobrar para España el sentido universal de su cultura y de su historia.

10º La violencia es lícita al servicio de la razón y de la justicia.